# Arthur Schumann
Arthur Ernst Schumann (* 30. August 1899 in Leipzig; † 5. Januar 1977 in West-Berlin) war ein deutscher Nachrichtendienstler und politischer Funktionär (NSDAP).

## Leben und Tätigkeit

### Frühes Leben (1899 bis 1931)
Ab Juni 1917 nahm Schumann am Ersten Weltkrieg teil, in dem er zuerst in einem Pionierbataillon und dann als Angehöriger eines Stoßtrupps des 8. Ulanenregiments an der Westfront zum Einsatz kam. Während dieser Zeit wurde er zum Unteroffizier befördert und mit dem Eisernen Kreuz 2. Klasse ausgezeichnet. Im August 1918 wurde er zu einem Offiziersaspirantenlehrgang in Russland abkommandiert. Nach dem deutschen Zusammenbruch im November 1918 kämpfte Schumann 1919 als Angehöriger eines Freikorps im Baltikum gegen die Bolschewisten. Nach Jacobsen könnte Schumanns Einsatz im Baltikum ein Grund gewesen sein, weshalb der aus dieser Region stammende Alfred Rosenberg ihm später die Leitung des Nachrichtendienstes des von ihm geleiteten Außenpolitischen Amtes der NSDAP übertrug.
Nach seiner Rückkehr in seine Heimat bekämpfte Schumann als Mitglied des Zeitfreiwilligenregiments Leipzig den Mitteldeutschen Aufstand. 1920 begann er dann ein Studium der Ingenieurwissenschaften an der Staatslehranstalt in Chemnitz, das er 1921 im 3. Semester unterbrach, um sich beim Oberschlesischen Selbstschutz im Rahmen der Aufstände in Oberschlesien dem Kampf gegen polnische aufständische Truppen anzuschließen. In dieser Zeit lernte er Hermann Fischer, der später durch das Attentat auf Walther Rathenau bekannt wurde, kennen und schloss enge Freundschaft mit ihm. Während der Oberschlesienkämpfe erlitt Schumann bei einem Sturmangriff auf Zembowitz fünf Schussverletzungen an beiden Händen, am rechten Arm, am linken Oberschenkel und der Brust und musste deshalb eineinhalb Jahre in einem Lazarett verbringen. In dieser Zeit wurde er elf Mal operiert. Infolge dieser langen Auszeit brach er sein Studium ab.
Im Sommer 1922 trat Schumann bei der Ortsgruppe Zwickau erstmals der NSDAP bei (Mitgliedsnummer 3.282). Während dieser Zeit übernahm er Funktionärsaufgaben in der Partei und engagierte sich im neugegründeten NS-Studentenbund. Im Oktober 1922 nahm er am Deutschen Tag in Coburg, einer Massenversammlung der nationalistischen Gegner der Weimarer Republik, teil. Nachdem in Sachsen ein Haftbefehl gegen ihn wegen Verstoßes gegen das Gesetz zum Schutze der Republik erlassen wurde, floh er nach Bayern, dessen Regierung seine Auslieferung verweigerte. In Bayern ließ er sich in Hof nieder, wo er als Adjutant des Regiments Oberfranken der Bezirksleitung Nord der NSDAP angehörte.
Im November 1923 nahm Schumann am gescheiterten Hitler-Putsch teil. Nachdem ein Haftbefehl gegen ihn erlassen wurde, floh er zunächst nach Berchtesgaden – wo er häufig mit Dietrich Eckart zusammenkam – und von dort nach Österreich. Hier wurde er kurzzeitig in Haft genommen. Anschließend schlug er sich als Arbeiter auf Bretterplätzen und an Kalköfen durch. Nach seiner Ausweisung durch die Kärntener Landesregierung ging er nach Italien, wo er im Hafen Livorno Arbeit fand. Eine Amnestie ermöglichte ihm 1925 die Rückkehr nach Deutschland.
Nach der im Frühjahr 1925 erfolgten Neugründung der – nach dem gescheiterten Putsch von 1923 vorübergehend verbotenen – NSDAP trat Schumann der Partei mit Aufnahmedatum vom 18. August 1925 erneut bei (Mitgliedsnummer 15.292). In dieser beteiligte er sich in den folgenden Jahren am Aufbau der NS-Bewegung in Sachsen auf lokaler Ebene: So war er als SA-Führer in Schwarzenburg tätig und beteiligte sich an der Gründung der NSDAP-Ortsgruppe Rochlitz. 1928 wechselte Schumann als Funktionär in die Gauleitung der NSDAP in Sachsen. Stephan Dehn zufolge gehörte er dort zum engeren Kreis um den Gauleiter Martin Mutschmann.
Einen vorläufigen Höhepunkt seiner Karriere erreichte Schumann, als er im Dezember 1930 zum Gaupropagandawart der NSDAP im Gau Sachsen ernannt wurde. In dieser Stellung verwirklichte er hauptsächlich die von Joseph Goebbels vorgegebene Linie, die gesamte Gesellschaft mit NS-Propaganda zu durchdringen. Hierbei verfolgte er eine Strategie hartnäckiger Kleinarbeit, die dem Agitprop der KPD mit ihrer Fokussierung auf die Wohn- und Arbeitsstätten der Industriearbeiterschaft nachgebildet war. Praktisch lief dies in der Form ab, dass er seine Propagandisten bzw. die sächsischen Parteimitglieder überhaupt dazu anspornte, Wohn- und Straßenzellen zu bilden und die Menschen ihrer Umgebung einer unermüdlichen Mundpropaganda zugunsten der NSDAP und ihrer Ziele auszusetzen. Zugleich wurde die Bevölkerung in Sachsen auf Schumanns Betreiben mit reichhaltigem Druckmaterial (Propagandabroschüren, Flugblätter usw.) „überflutet“, um so einen maximalen Effekt zu erreichen. Vor allem sollte die Arbeiterschaft den etablierten Arbeiterparteien KPD und SPD abspenstig gemacht werden, indem man „den Glauben an die bolschewistische Irrlehre“, wie es Schumann in seinen Richtlinien ausdrückte, erschütterte, „um dadurch die Befreiung der Arbeiterschaft aus den Klauen des internationalen jüdischen Weltkapitalismus in die Wege leiten zu können“.

### Leiter des Politischen Nachrichtendienstes der NSDAP (1931 bis 1933)
Ende 1931 wurde Schumann auf Empfehlung von Goebbels mit dem Aufbau und der Leitung eines im Braunen Haus angesiedelten Nachrichtendienstes beauftragt. Formal war dieser Nachrichtendienst als Hauptabteilung III („Politischer Nachrichtendienst“) Teil der Reichspropagandaleitung der NSDAP, faktisch handelte es sich aber bei Schumanns Nachrichtendienst (in der Literatur wird er häufig als ND bezeichnet) um den Nachrichtendienst der Politischen Organisation (PO), d. h. des Parteiapparates der NSDAP, im Gegensatz zu den beiden anderen größeren Nachrichtendiensten, die die Partei zu diesem Zeitpunkt als eigene Nachrichtendienste ihrer Untergliederungen SA und SS unterhielt: Dem Nachrichtendienste der SA unter Karl Leon Du Moulin-Eckart und dem der SS angegliederte sogenannte Politische Informationsdienst (später SD) unter Josias von Waldeck-Pyrmont bzw. Reinhard Heydrich.
Über die Inlandaktivitäten des Politischen Nachrichtendienstes ist nur wenig bekannt. Festgestellt werden konnte aber, dass Schumanns Nachrichtendienst ein weitläufiges Netzwerk von V-Leuten im Ausland aufbaute, das Vertreter in mehr als 60 Staaten hatte. Dies waren meistens Angehörige von Ortsgruppen der NSDAP (bzw. ihrer Auslandsorganisation) in den betreffenden Ländern. Diese Zulieferer von Schumanns Nachrichtendienst sollten vor allem Informationen über die Angehörigen der deutschen diplomatischen Auslandsvertretungen in den betreffenden Ländern sammeln, um daraufhin nach einer Regierungsübernahme durch die Nationalsozialisten entscheiden zu können, welche Mitarbeiter des Auswärtigen Dienstes in einem nationalsozialistischen Staat im Dienst bleiben sollten, und welche als politisch unzuverlässig auf einen anderen Posten versetzt oder sogar komplett aus dem Auswärtigen Dienst entfernt werden sollten.
In begrenztem Grade öffentlich bekannt wurden Schumann und der von ihm geleitete Nachrichtendienst bereits Ende 1931 nach Enthüllungen durch die sozialdemokratische Zeitung Münchener Post, die aufgrund von Insiderinformationen einen Bericht über die Nachrichtendienste der NSDAP veröffentlichte, wonach ein „Privatdetektiv namens Schumann“ einen der drei geheimen Nachrichtendienste der NSDAP leite. Dieser Mann unterstehe unmittelbar Hitler selbst und sei „persönlich ein absolut harmloses Männchen“, das zu einem Nachrichtendienst genauso passe „wie eine hysterische Jungfer zum Räuberhauptmann“. Schumanns genaue Identität konnten die Autoren des Artikels der Münchener Post jedoch nicht eruieren. Auch in der wissenschaftlichen Forschung war er lange Zeit unbekannt: So schrieb der israelische Historiker Shlomo Aronson noch 1967 in seiner Studie über die Frühgeschichte des Sicherheitsdienstes der SS, dass man dank des Artikels der Münchener Post zwar seinen Nachnamen (Schumann) wisse, dass „der Chef dieses Nachrichtendienstes“ dennoch „unbekannt“ bleibe.
Nach dem Bericht der Münchener Post sei Schumanns Nachrichtendienst durch ein Übermaß an „bürokratischer Ordnung und Sauberkeit“ gekennzeichnet gewesen und habe der Parteiführung von allem Erkenntnisse und Materialien geliefert – angeblich legte Schumann zum Ende jeden Monats Hitler persönlich sowie dem Leiter der Parteiorganisation Gregor Strasser umfangreiche Berichte samt Anlagenmaterial vor – die inhaltlich bereits völlig überholt waren und nur geringen Wert besaßen. In den Worten der Münchener Post: „Schumanns Berichte sind verhältnismäßig gleichgültig, wenn auch hie und da bei dem kritiklosen Studium durch seinen hohen Chef die eine oder andere Abschrift, die ihm zugestellt wird, oder gefälschte Berichte Begeisterung oder Entrüstung erzeugen.“
Innerhalb des Konkurrenzkampfes der nationalsozialistischen Nachrichtendienste untereinander begann sich der von Heydrich geleitete SD ab 1932 zwar durchzusetzen: Jedoch, während der Nachrichtendienst der SA nach dem im Frühjahr 1932 erfolgten Abgang von Du Moulin-Eckart bald der Bedeutungslosigkeit verfiel, gelang es dem SD in diesem Jahr lediglich, Schumanns Organisation vorübergehend lahmzulegen, nicht aber, sie komplett zu beseitigen. Nach dem Urteil Aronsons stellte sie somit auch nach 1933 weiterhin ein Hindernis dar, das „die Erfolge des SD auf dem Weg zur Exklusivität [als Nachrichtendienst der NSDAP] gefährden konnte“.

### Schumanns Nachrichtendienst nach 1933
Nach der Machtergreifung der Nationalsozialisten am 30. Januar 1933 wurde Schumanns Nachrichtendienst dem neugegründeten Außenpolitischen Amt der NSDAP (APA) als Hauptabteilung I („Organisation und Nachrichtendienst“; auch bekannt als „Amt Schumann“) angegliedert. Als Folge davon kam es zu einer erneuten scharfen Konkurrenz zwischen dem ND und dem SD Heydrichs. Hieran änderten auch Schumanns formaler Eintritt in die SS im November 1933 (SS-Nr. 36.222), in der er mit Wirkung zum 1. Dezember 1933 zum SS-Standartenführer befördert wurde, sowie seine formale Aufnahme in den Sicherheitsdienst der SS, nichts.
Schließlich gelang es Heydrich und dem SD nach Auffassung des SD-Forschers George C. Browder, Schumann und seine Organisation in der Wahrnehmung der NS-Führung mit einer „Aura der Verdächtigkeit“ (cloud of suspicion) zu umgeben. Hinzu kam den Forschungen Seppo Kussitos zufolge, dass der ND der APA, da seine Hauptaufgabe – die Bespitzelung des Auswärtigen Amtes und seiner Mitarbeiter – aufgrund der immer deutlicher hervortretenden Kooperationsbereitschaft der meisten Diplomaten mit dem NS-Staat sowie aufgrund von Hitlers sich allmählich abzeichnender Neigung, die diplomatische Kontinuität zu bewahren, immer mehr an Bedeutung verlor, so dass die Organisation zunehmend an Nutzen verlor. Schließlich fiel Schumann noch durch unerlaubte Auslandskontakte unliebsam auf. Diese Gemengelage bewog die NS-Führung im Sommer 1934 schließlich dazu, Heydrich zu gestatten die Organisation Schumanns auszuschalten und zu absorbieren: Im Sommer 1934 erließ Rudolf Heß als der von Hitler beauftragte Leiter des Parteiapparates der NSDAP einen auf den 9. Juni 1934 datierten Erlass, der den SD zum alleinigen Nachrichtendienst der Partei erklärte und alle anderen Nachrichtendienste (dies war faktisch nur noch der von Schumann geleitete ND) für aufgelöst erklärte. Schumann wurde angewiesen, seine Organisation in den SD Heydrichs zu überführen. Die bisher von ihm im Amt Rosenberg geleitete Abteilung wurde weitgehend aufgelöst. Schumanns Entlassung aus dem APA (und damit auch aus dem seit 1931 bestehenden Dienstverhältnis zur Partei) erfolgte offiziell zum 31. Juli 1934. Der etwa zur selben Zeit von Heydrich erhobene Vorwurf, dass Schumann die Anordnung von Heß vom Juni hintertrieben und seinen eigenen Inlandsnachrichtendienst in verkappter Form innerhalb des SD weitergeführt habe, führte zu Schumanns vorübergehender Inhaftierung im Hausgefängnis der Gestapo in der Prinz-Albrecht-Straße. Außerdem wurde er durch eine Anordnung Heydrich am 28. Juli vom SD-Dienst beurlaubt. Am 19. Dezember 1934 wurde Schumann dann zum SS-Mann degradiert und offiziell aus der SS ausgeschlossen. Eine von ihm angestrengte Prüfung dieser Maßnahme durch das SS-Gericht im Jahr 1935 führte zu ihrer Bestätigung.
Durch Verfügung des SS-Gerichtes vom 11. Januar 1936 (bestätigt am 5. Juli 1937) wurde Schumanns Ausschluss aus der SS von 1934 insoweit abgemildert, als sie nachträglich in eine Entlassung umgewandelt wurde, so dass sein Ausscheiden aus der SS als nicht mehr ehrrührig galt. Auf eine von ihm daraufhin eingereichte Beschwerde gegen seine Entlassung entschied das SS-Gericht 1937, die Gründe der Ausschlussverfügung vom Dezember 1934 aufzuheben, die 1936 verfügte Entlassung hingegen fortbestehen zu lassen: Hintergrund war, dass man in der SD-Führung bei einer Wiederüberprüfung der Vorgänge von 1934 zu der Auffassung gelangt war, dass Schumann die Eingliederung seines Nachrichtendienstes in den SD seinerzeit – anders als 1934 angenommen worden war – tatsächlich nicht sabotiert habe, sondern dass er viel mehr „den ehrlichen Willen gehabt habe, den von ihm geleiteten Inlandsnachrichtendienst in den Sicherheitsdienst des RFSS uneingeschränkt zu überführen“, dass jedoch seine damaligen Mitarbeiter Wilhelm Zelger und Felix Aumüller die Überführung hintertrieben hätten, indem sie entsprechende Befehle Schumanns nicht ausgeführt hätten. Ihm wurde daher zugutegehalten, dass er durch seine Mitarbeiter getäuscht worden sei. Daher wurde der Vorwurf, dass Schumann seinen Vorgesetzten (Heydrich) hintergangen und wissentlich die Anordnung Heß’ vom Juni 1934 sabotiert habe – und dadurch in grober Weise gegen die Treue- und Gehorsamspflicht als SS-Führer verstoßen habe – zurückgenommen. Dagegen wurde er gerügt, durch mangelnde Beaufsichtigung und Überwachung seiner Untergebenen seine Dienstobliegenheiten als Leiter des ND des APA bzw. als Führer der aus diesem hervorgegangenen SD-Sektion nicht erfüllt zu haben und geurteilt, dass er durch das allzu große Vertrauen, dass er seinen Mitarbeitern entgegengebracht habe, und durch die durch dieses verursachten Folgen seine mangelnde Eignung als SS-Führer im SD bewiesen habe. Dementsprechend wurde seine Entfernung aus der SS weiterhin für gerechtfertigt erachtet und beibehalten, aber die Begründung abgeändert und ihre äußere Form von einem (als unehrenhaft angesehenen) Ausschluss in eine (als ehrenhaft geltende) Entlassung umgewandelt.

### Weitere Laufbahn im NS-Staat
Während Jacobsen, der sich auf die SS-Personalakte Schumanns stützt, in seiner Studie von 1968 noch erklärte, dass über Schumanns nach 1937 „nichts bekannt“ sei, haben spätere Forscher weitere Akten über Schumann zu Tage gefördert, die es erlauben, seinen Werdegang bis 1944 zumindest in Umrissen zu rekonstruieren.
Nach 1934 war Schumann laut seinen Papieren in der Parteikorrespondenz der NSDAP im Hauptamt Nationalsozialistische Volkswohlfahrt (NSV) tätig, wo er schließlich Abteilungsleiter wurde. Seit spätestens August 1939 leitete er die Sonderdienststelle der NSV beim Oberkommando der Heeresgruppe II in Oppeln. Nach dem deutschen Überfall auf Polen im September folgte ein von dieser Sonderdienststelle abkommandierter NSV-Einsatzstab unter Führung von Schumann den deutschen Truppen bei ihrem Vormarsch in dem besetzten Land. Dabei wurde ein Netz von Einsatzstellen des NSV aufgebaut, der den Abtransport von mehreren hunderttausend „Volksdeutschen“ aus dem Heeresgebiet organisierte.
Zum 1. Juli 1943 wurde er zum Arbeitsbereich Osten der Parteiorganisation der NSDAP kommandiert und dort dem Hauptarbeitsgebiet Propaganda zugeteilt.
Neben seiner Tätigkeit für die NSV gehörte Schumann seit 1935 wieder – wie bereits vor 1933 – der SA an, in der er mindestens den Rang eines Obersturmbannführers erreichte.

## Bewertungen
Dehn klassifiziert Schumann als Exponent eines Typus nationalsozialistischer Führungsfunktionäre für den Ulrich Herbert die Bezeichnung „Neue Rechte“ geprägt hat: Angehörige der Jahrgangskohorte der um 1900 Geborenen, die durch die Freikorpszeit nach dem Ersten Weltkrieg und die Bekämpfung der inneren und äußeren Feinde (Kommunisten einerseits und französische Besatzungsarmee im Rheinland und Ruhrgebiet bzw. polnische „Insurgenten“ in den Ostprovinzen des Reiches) politisch geprägt worden seien, über eine solide wissenschaftliche Ausbildung verfügten und schließlich in die NSDAP gelangt seien.

## Schriften
- „Die Herstellung des Kontaktes mit den Massen“, in: Unser Wille und Weg. Monatsblätter der Reichspropagandaleitung der NSDAP, 2. Jg. (1932), Heft 1, S. 11–16.